# Pepu Hernández
José Vicente Hernández Fernández, detto Pepu (Madrid, 11 febbraio 1958), è un allenatore di pallacanestro spagnolo.

## Carriera
Ha guidato la Spagna, con cui ha vinto la medaglia d'oro ai Mondiali 2006 e quella d'argento all'EuroBasket 2007.

## Palmarès

### Squadra
- Copa del Rey: 1

Estudiantes Madrid: 2000

### Individuale
- Miglior allenatore della Liga ACB: 2004.